# 'Adhaim
De 'Adhaim is een rivier die ontspringt in het Zagrosgebergte in het gouvernement Sulaimaniya en die uitmondt in de Tigris. De rivier is 230 km lang en stroomt enkel door Irak. Het stroomgebied beslaat een oppervlak van 12.965 km². De rivier wordt door regenwater gevoed en heeft een maximaal debiet in de periode januari-maart.

## 'Adhaimdam
133 km ten noordoosten van Bagdad is een stuwdam in de rivier gebouwd: de Adhaimdam. Deze heeft als doel het debiet te reguleren en waterkracht en water voor irrigatie aan te leveren. De dam is in 2000 voltooid, maar het generatorstation en de kanalen voor irrigatie zijn nooit voltooid. Na voltooiing zou de waterkrachtcentrale 27 MW opgesteld vermogen hebben en de irrigatiecapaciteit zou 73 m³/s bedragen.